# 24 preludia i fugi op. 87 (Szostakowicz)
24 preludia i fugi op. 87 Dmitrija Szostakowicza – zbiór 24 utworów na fortepian, po jednym w każdej tonacji. Choć styl muzyczny i pomysły są oryginalne, zbiór ten nawiązuje do napisanego ponad 200 lat wcześniej Das Wohltemperierte Klavier Jana Sebastiana Bacha. 
Każdy utwór składa się z dwóch części: preludium oraz wywiedzionej z niego fugi. Poszczególne elementy zbioru różnią się szybkością, długością i stopniem skomplikowania (m.in. ilością głosów w fudze). W przeciwieństwie do Wohltemperiertes Klavier, w którym części ułożone są we wstępującej kolejności chromatycznej (C-dur, c-moll, Cis-dur, cis-moll itd.), Szostakowicz uporządkował zbiór według koła kwintowego: C-dur, a-moll, G-dur, e-moll, D-dur, b-moll itd., kończąc na d-moll. W ten sam sposób ułożone są Preludia op. 28 Fryderyka Chopina. 
Wykonanie całego zbioru trwa około dwie i pół godziny. 

## Historia powstania
Po II wojnie światowej Dmitrij Szostakowicz był najbardziej prominentnym spośród rosyjskich kompozytorów. W 1950 roku został zaproszony na obchody dwusetnej rocznicy śmierci Johanna Sebastiana Bacha do Lipska. Częścią odbywającego się wtedy festiwalu był I Międzynarodowy Konkurs Bachowski, do którego jury Szostakowicz został zaproszony, aby oceniać produkcje młodych pianistów. Złoty medal otrzymała wówczas 26-letnia Tatiana Nikołajewa z Moskwy, która – czego nie wymagał regulamin konkursu – była gotowa wykonać dowolne spośród 48 preludiów i fug zawartych w obu zbiorach Bachowskiego Wohltemperiertes Klavier. Częściowo pod wpływem konkursu i kunsztu Nikołajewej, 25 lutego 1951 roku Szostakowicz ukończył tworzenie swojego własnego zbioru, by następnie zadedykować go młodej pianistce. Nikołajewa dokonała premiery w Leningradzie 23 grudnia 1952. 
Dzieło nie zyskało przychylnej opinii sowieckich krytyków, gdy zostało wykonane przez autora na specjalnym spotkaniu Związku Kompozytorów w 1951 r. Krytykom nie spodobało się skomplikowanie, archaizacja oraz stopień zakorzenienia samej koncepcji (chociażby samego gatunku fugi) w kulturze Zachodu.

## Wykonania
Najbardziej znaną odtwórczynią cyklu pozostaje Tatiana Nikołajewa; częściowo zachowały się także nagrania samego Szostakowicza. Preludia i fugi ze zbioru stały się z czasem obowiązkowymi utworami na Międzynarodowym Konkursie Bachowskim w Lipsku.